# George W. Crockett

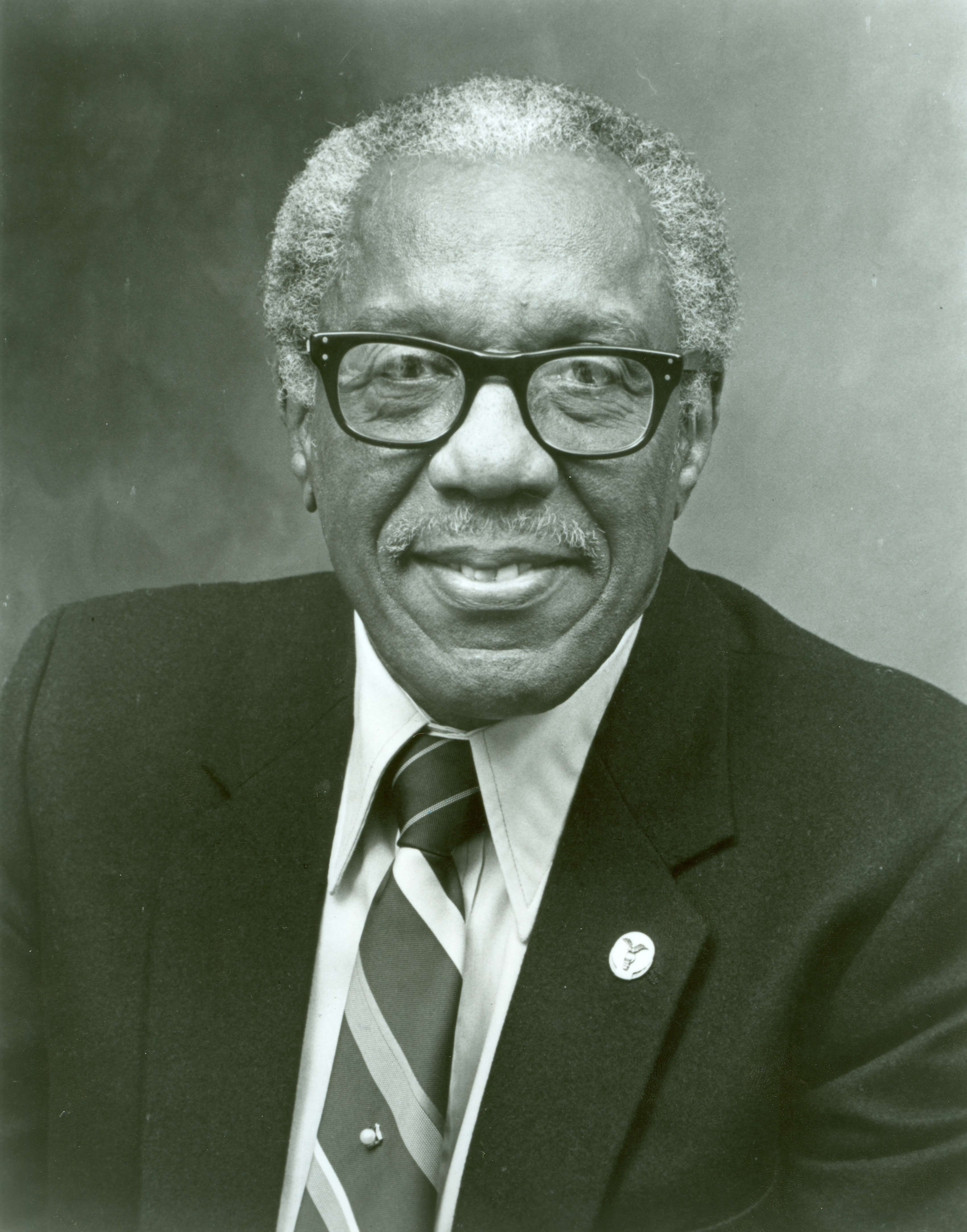
George W. Crockett

George William Crockett Jr. (* 10. August 1909 in Jacksonville, Florida; † 7. September 1997 in Washington, D.C.) war ein US-amerikanischer Politiker. Zwischen 1980 und 1991 vertrat er den Bundesstaat Michigan im US-Repräsentantenhaus.

## Werdegang
George Crockett besuchte die öffentlichen Schulen seiner Heimat und danach bis 1931 das Morehouse College in Atlanta (Georgia). Nach einem anschließenden Jurastudium an der University of Michigan in Ann Arbor und seiner im Jahr 1934 erfolgten Zulassung als Rechtsanwalt begann er in Jacksonville in seinem neuen Beruf zu arbeiten. Damit war er einer der wenigen afroamerikanischen Anwälte, die damals in Florida praktizierten. Im Jahr 1937 war Crockett an der Gründung der ersten rassenintegrierten Anwaltskammer in den Vereinigten Staaten beteiligt.
Zwischen 1939 und 1943 war Crockett der erste afroamerikanische Rechtsanwalt, der für das Bundesarbeitsministerium arbeitete. Im Jahr 1943 leitete er einige Anhörungen in Verhandlungen über Arbeitsrechtsfragen. Zwischen 1946 und 1966 war Crockett Seniorpartner einer der ersten rassenintegrierten Anwaltskanzleien in den Vereinigten Staaten. Im Jahr 1948 fungierte er als einer der Verteidiger in einem Hochverratsprozess gegen elf führende Mitglieder der Kommunistischen Partei der USA (CPUSA) – unter ihnen Gus Hall, Henry Winston und Eugene Dennis. Im Verlauf dieses Prozesses wurden er und vier seiner Kollegen wegen Missachtung des Gerichts zu vier Monaten Gefängnis verurteilt, die er im Jahr 1952 in einem Bundesgefängnis in Ashland (Kentucky) absaß.
Crockett war Mitglied der Demokratischen Partei und setzte sich für die Rassenintegration ein; er war ein Gegner von US-Senator Joseph McCarthy. Er vertrat auch einige der vor dem Komitee für unamerikanische Umtriebe aussagenden Personen. Crockett unterstützte die Bürgerrechtsbewegung und förderte die Gründung von rassenintegrierten Anwaltskanzleien in den Südstaaten. Zwischen 1967 und 1979 war Crockett Richter in Detroit. Im Jahr 1980 war er auch Berater dieser Stadt. Nach dem Rücktritt des Kongressabgeordneten Charles Diggs wurde er bei der fälligen Nachwahl für den 13. Sitz von Michigan als dessen Nachfolger in das US-Repräsentantenhaus in Washington gewählt, wo er am 4. November 1980 sein neues Mandat antrat. Nach einigen Wiederwahlen konnte er bis zum 3. Januar 1991 im Kongress verbleiben. Dabei war er zeitweise Mitglied im Justizausschuss, im Auswärtigen Ausschuss und im Select Committee on Aging.
Im Jahr 1990 verzichtete Crockett auf eine erneute Kongresskandidatur. Nach seinem Ausscheiden aus dem US-Repräsentantenhaus zog er sich in den Ruhestand zurück und starb am 7. September 1997 in der Bundeshauptstadt Washington. Er war zweimal verheiratet. Mit seiner ersten Frau Etheline hatte er drei Kinder.